# Proceso de búsqueda de información de Kuhltau
El proceso de búsqueda de información -PCI- (Information search process-ISP) es el proceso de seis etapas en que se estructura el comportamiento de búsqueda de información en Biblioteconomía y Documentación , desde la perspectiva del usuario. Fue sugerido 
por primera vez por Carol Kuhlthau en 1991.

## Introducción
El modelo de seis etapas del PCI (ISP) tiene en cuenta tres dominios de la experiencia del usuario: el afectivo (sentimientos), el cognitivo (pensamientos) y el físico (acciones). Estos tres dominios están presentes en cada una de las etapas del proceso de búsqueda de la información. El PCI (ISP) es el resultado de más de dos décadas de investigación empírica en el ámbito de las bibliotecas académicas. Se basa en una teoría constructiva del aprendizaje (Teoría de los constructos personales de George Kelly ), donde el usuario progresa desde la incertidumbre hasta el conocimiento. Estos estudios fueron los primeros en investigar los aspectos afectivos o sentimientos en el proceso de búsqueda de información, junto con los aspectos cognitivos y físicos. Uno de los hallazgos importantes de esta investigación fue el descubrimiento de un fuerte aumento de la incertidumbre y la disminución de la confianza después de haberse iniciado la investigación. La experiencia influye en las decisiones y opciones que una persona hace a lo largo del proceso de búsqueda de información.

## Etapas

### Etapa 1: Iniciación
Durante la primera etapa, iniciación, dicho buscador de información reconoce la necesidad de nueva información para completar una tarea. Cuanto más se piensa en el tema, más se discute con otros y se convierte en una lluvia de ideas ( dominio físico ). Esta etapa del proceso de búsqueda de información está lleno de sentimientos de aprensión e incertidumbre. (dominio afectivo). La tarea es reconocer la necesidad de información, el usuario se centra en la contemplación del problema y en la comprensión de la tarea de investigación en relación con la experiencia y el conocimiento personal (dominio cognitivo).

### Etapa 2: Selección
En la segunda etapa, selección, se empieza a decidir qué tema será investigado y como se deberá proceder. Se empieza a recuperar información y la incertidumbre asociada a la primera etapa va desapareciendo mientras es sustituida por un sentimiento de optimismo (dominio afectivo). El dominio cognitivo, de esta segunda etapa, se centra en contraponer el abanico de opciones posibles con los criterios de los requisitos de la investigación ("tarea": ??¿qué estoy tratando conseguir ?, "tiempo": cuánto tiempo tengo ?; " interés ": qué encuentro personalmente interesante ?," disponibilidad ": qué información está disponible para mí?). El usuario selecciona el enfoque que considera que tiene mayor potencial para el éxito. Las acciones de la etapa de selección (dominio físico) son, por ejemplo, hablar con los demás, hacer una búsqueda preliminar de la información disponible y hacer un escaneo para obtener una visión general.

### Etapa 3: Exploración
En la tercera etapa, exploración, se recoge información sobre el tema elegido y se crea un nuevo conocimiento personal. Hay un esfuerzo para encontrar nueva información y situarla dentro del conocimiento que ya se tiene del tema. [1] En esta etapa, pueden volver los sentimientos de ansiedad si la información que el buscador de información consigue es inconsistente o incompatible. La exploración se considera la etapa más difícil en el PCI (ISP) en cuanto la información encontrada puede aumentar la incertidumbre y provocar una falta de confianza.

### Etapa 4: Formulación
Durante la cuarta etapa, formulación, el solicitante de información comienza a evaluar la información recopilada. En este punto, el usuario comienza a adquirir una perspectiva enfocada y no siente tanta confusión e incertidumbre como en etapas anteriores. Se considera la formulación como la etapa más importante del proceso. La formulación es la etapa más importante del proceso. El usuario es capaz de formular el tema personalizado a partir de la información recogida en la etapa de exploración.

### Etapa 5: Recolección
En la quinta etapa, recolección, ya se sabe lo que hace falta para enfocar la búsqueda. Ahora la búsqueda ya se presenta con un tema personalizado, claramente enfocado, y 
por tanto el buscador de información experimentará un mayor interés, un aumento de la confianza y que está teniendo éxito en la búsqueda. La tarea es reunir información relacionada con el tema enfocado. Los pensamientos se centran en definir, ampliar y apoyar el enfoque y las acciones implican la selección de la información relevante para la perspectiva enfocada.

### Etapa 6: Presentación
En la sexta y última etapa, presentación, se ha completado la búsqueda de información. Ahora, el buscador de información resumirá y hará el informe de la información que ha encontrado durante el proceso. El buscador de información experimentará una sensación de alivio y, dependiendo de los resultados de su búsqueda, de satisfacción o decepción.

## Tabla resumen
| Etapas del PRI | Dominio afectivo                     | Dominio cognitivo                                                              | Dominio físico                                            | Tarea       |
| -------------- | ------------------------------------ | ------------------------------------------------------------------------------ | --------------------------------------------------------- | ----------- |
| INICIACIÓN     | Incertidumbre                        | Contemplación y comprensión del problema                                       | Lluvia de ideas, investigación básica de información      | Reconocer   |
| SELECCIÓN      | Optimismo                            | Consideración de los intereses personales y de los requerimientos del proyecto | Escaneo de la información para obtener una visión general | Identificar |
| EXPLORACIÓN    | Confusión incertidumbre, frustración | Actualitzación del conocimiento personal previo                                | Búsqueda exhaustiva de información                        | Investigar  |
| FORMULACIÓN    | Claridad, confianza                  | Adquisición de una perspectiva enfocada                                        | Evaluación de la información recopilada                   | Formular    |
| RECOLECCIÓN    | Orientación                          | Incremento del interés                                                         | Búsqueda de información precisa                           | Recoger     |
| CIERRE         | Satisfacción o decepción             | Asunción de los aspectos objeto de la investigación                            | Resumen y presentación de los resultados                  | Completar   |

Fuente Carol C. Kuhlthau. Inside the search process: information seeking from the user’s perspective. Journal of the American Society for Information Science.

## Zona de intervención
Uno de los aspectos más importantes de este modelo son sus estrategias para la atención al usuario y determina cuando el profesional de la información debe intervenir y el papel que debe desempeñar (zona de intervención). 
La siguiente tabla muestra las distintas zonas de intervención:
| Zona de intervención | Niveles de mediación | Niveles de formación | Intervención             |
| -------------------- | -------------------- | -------------------- | ------------------------ |
| Z1                   | Organizer            | Organizer            | Autoservicio             |
| Z2                   | Locator              | Lecturer             | Una sola fuente          |
| Z3                   | Identifier           | Instructor           | Grupo de las fuentes     |
| Z4                   | Advisor              | Tutor                | Secuencia de las fuentes |
| Z5                   | Counselor            | Counselor            | Proceso de intervención  |

En la primera zona (Z1) el profesional de la información tiene que asegurar el acceso a los recursos de información pero no tiene que intervenir directamente en los procesos de mediación ni de formación.
En la segunda zona (Z2) el profesional mediara para localizar información puntual y en el de formación –lecturer- orientará sobre los servicios, políticas, colecciones y recursos de información en general.
En la tercera zona (Z3) mediará en el caso de un problema concreto y que requiera de una búsqueda amplia en varias fuentes. En el nivel de formación su papel será el de instructor que determinará que la formación se haga para el uso de un único tipo de fuente orientado a la resolución de problemas concretos.
En la cuarta zona (Z5) de intervención se proporcionará una serie de fuentes priorizadas para la resolución de un problema informativo. El tutor formará en el uso de esas fuentes y de forma secuencial. 
Y en la última zona de intervención (Z5) el rol será el de counselor, tanto en el nivel de mediación como en el de formación, y que va dirigido a prestar asistencia en el modo en el que se debe utilizar la información obtenida.